# John Newport Langley
John Newport Langley, fisiólogo y farmacólogo británico. Nació en Newbury el 10 de noviembre de 1852 y murió el 5 de noviembre de 1925. Realizó importantes contribuciones sobre las funciones nerviosas de fármacos y venenos, trabajó sobre la acción de la pilocarpina y la acción bloqueadora de la nicotina sobre las sinapsis, y la inervación de las glándulas salivales. Además, se le atribuye el concepto de «sistema nervioso autónomo» y la designación del parasimpático.

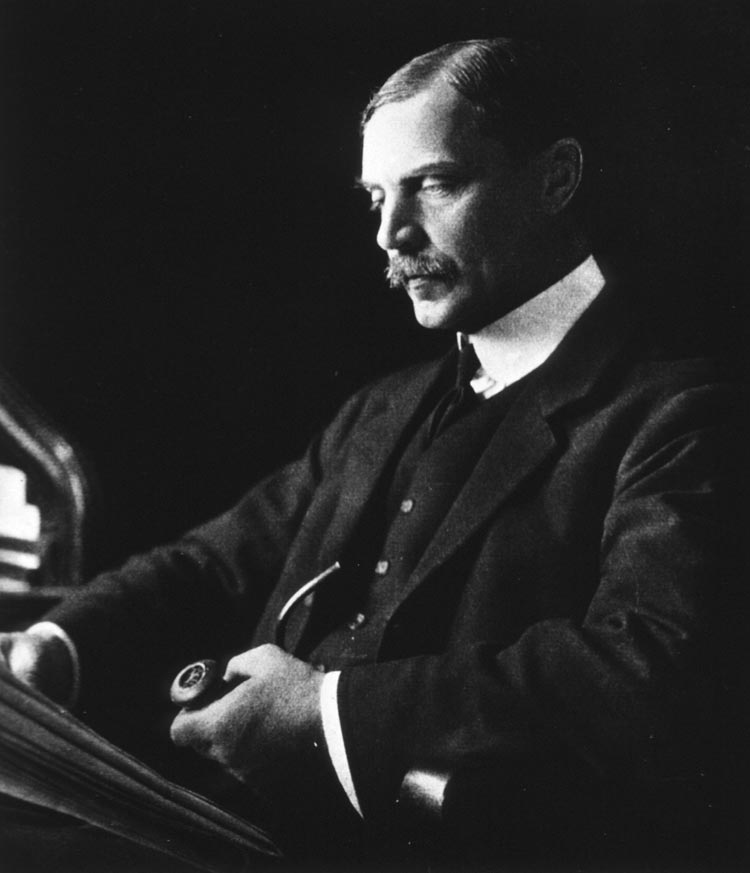
John Newport Langley

## Historia

### Primeros años
Su padre y tío eran profesores de una escuela donde recibió las primeras instrucciones académicas. En 1871 ingreso en St John’s College, en Cambridge. Inicialmente estudio matemáticas, historia y literatura; pero después de asistir a un curso con Michael Foster cambió de idea y se decantó por las ciencias naturales. Con especial interés en biología, embriología y fisiología. Langley obtuvo el grado de universitario en 1875.

### Investigación
Foster lo involucró en la investigación. Sus primeros pasos los dio en el campo de la fisiología y farmacología conduciendo trabajos sobre los latidos cardiácos. En 1877 recibió el grado de maestro en artes. Más tarde, en 1883, fue elegido miembro de la Royal Society y un año después ocupó el puesto de lector de historia e histología en el Trinity College. Fue entonces cuando se interesó en la estructura y función del Sistema Nervioso Vegetativo o Involuntario (hoy denominado autónomo).

## La teoría del receptor
El concepto de un receptor específico, que une fármacos o transmite substancias sobre la célula y de esa forma inicia o inhibe una función biológica, es hoy en día la piedra angular de toda la investigación farmacológica y el desarrollo farmacéutico. Mientras las ideas básicas de este concepto eran explícitamente formulados en 1905 por J. N. Langley, los receptores de fármacos permanecían como entidades hipotéticas; al menos hasta el final de los 1960s.